# Stade Metallourg (Samara)
Pour les articles homonymes, voir Stade Metalurg.
Le stade Metallourg (en russe : Стадион «Металлург») est un stade de football situé à Samara (Russie).

## Galerie

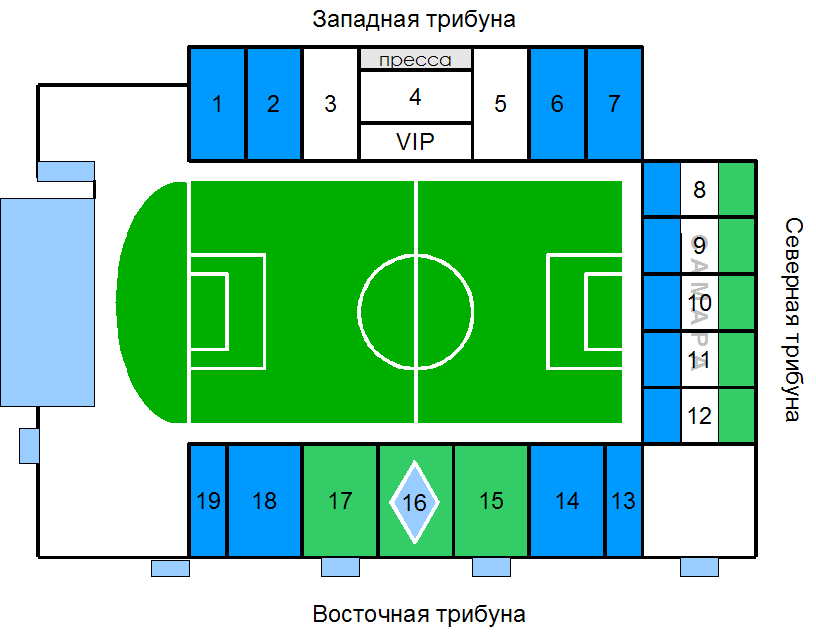